# K3-Fleisch
Als K3-Fleisch werden umgangssprachlich für den Menschen ungenießbare oder aus kommerziellen Gründen nicht für den menschlichen Verzehr bestimmte tierische Schlachterzeugnisse bezeichnet, welche als K3-Material im Handel sind. Als Lebensmittel wird der Umgang mit ihnen durch die Verordnung (EG) Nr. 852/2004 über Lebensmittelhygiene bestimmt. Zu unterscheiden sind Lebensmittelabfälle, welche entsorgt werden müssen, und Erzeugnisse, welche für die Fütterung bestimmter Tierarten geeignet sind.

## Produkte
- Lebensmittel, die aus kommerziellen Gründen nicht für den menschlichen Verzehr bestimmt sind (z. B. fast alle Innereien), obwohl sie prinzipiell genusstauglich sind.
- Lebensmittel, welche nicht mehr für den menschlichen Verzehr geeignet sind (z. B. Verpackungsmängel, Verstoß gegen Temperaturvorschriften). Ausnahme ist Fleisch, welches aus seuchenhygienischen oder gesundheitsgefährdenden Gründen für ungeeignet erklärt wurde.
- Genussuntaugliche Teile (Horn, Huf, Haut, Geschlechtsorgane, Blasen)
- Blut, außer von Wiederkäuern